# Юний
Ю́ний (рос. Юный) — селище у складі Оренбурзького району Оренбурзької області, Росія.

## Населення
Населення — 1291 особа (2010; 1315 у 2002).
Національний склад (станом на 2002 рік):
- росіяни — 92 %